# Alpín mac Echdach
Alpín mac Echdach (778 - Galloway, 20 de juliol del 834) va ser un suposat rei de Dál Riata.
Alpín va ser inclòs en una genealogia creada al segle x per connectar els reis d'Alba (Escòcia) amb els llegendaris de Dál Riatan i els avantpassats irlandesos. En aquest pedigrí, el pare d'Alpín seria Eochaid, un nom irlandès, però esdevé el pare de Cináed (Kenneth MacAlpin) i Domnall mac Ailpín.
Cináed i Alpín són els noms d'uns reis pictes delsegle viii: els germans Ciniod i Elphin que van governar des del 763 al 780. El suposat pare d'Alpín, Eochaid IV, no apareix en cap font contemporània. Sens dubte, hi ha confusions amb el seu homònim Álpin de Dalriada, el fill d'Eochaid mac Domangairt.

## La filiació i la mort
La crònica de l'historiador escocès Joan de Fordun registra la successió de "Alpin el fill d'Achay" l'any 831, el seu regnat de tres anys, i la seva derrota pels pictes el "20 de juliol". La Cronica Regum Scottorum del segle xii enumera "Alpin filius Eochal venenosi iii, Kynedus filius Alpini primus rex Scottorum xvi..." com a reis, datat al segle ix. La filiació d'Alpín no consta a les cròniques anteriors.
La mare d'Alpín era germana i hereva de Causantín mac Fergusa, rei dels pictes. Alpín es va casar amb una "princesa escocesa" i va tenir dos fills.
Alpín és recordat principalment per la seva guerra fatal amb els pictes, que s'havien apoderat del regne. Alpín va decidir destituir el rei i el va trobar amb les seves forces prop d'un poble d'Angus, on la lluita es va mantenir amb gran obstinació fins que el rei picte va ser assassinat, amb la qual cosa van guanyar els escocesos. No obstant això, un nou rei "d'alta ascendència i èxits nobles" (possiblement Drest) va ser elegit rei dels pictes i va aconseguir girar la balança. A Galloway, el 834, va derrotar i agafar el rei Alpín i el va matar amb molts dels seus nobles. Es diu que el cap d'Alpín va ser lligat a un pal i passejat per tot arreu per l'exèrcit picte, i que finalment es va instal·lar per a un espectacle a Abernethy, la seva ciutat principal, que després va ser severament venjada pels escocesos, que van anomenar Bas Alpin el lloc on va ser assassinat.
Alpín va morir el 20 de juliol o d'agost de 834 quan va ser assassinat mentre lluitava contra els pictes a Galloway o decapitat després de la batalla.[5] El seu lloc d'enterrament no se sap. El va succeir el seu fill Kenneth MacAlpin.